# 청계천의 지천

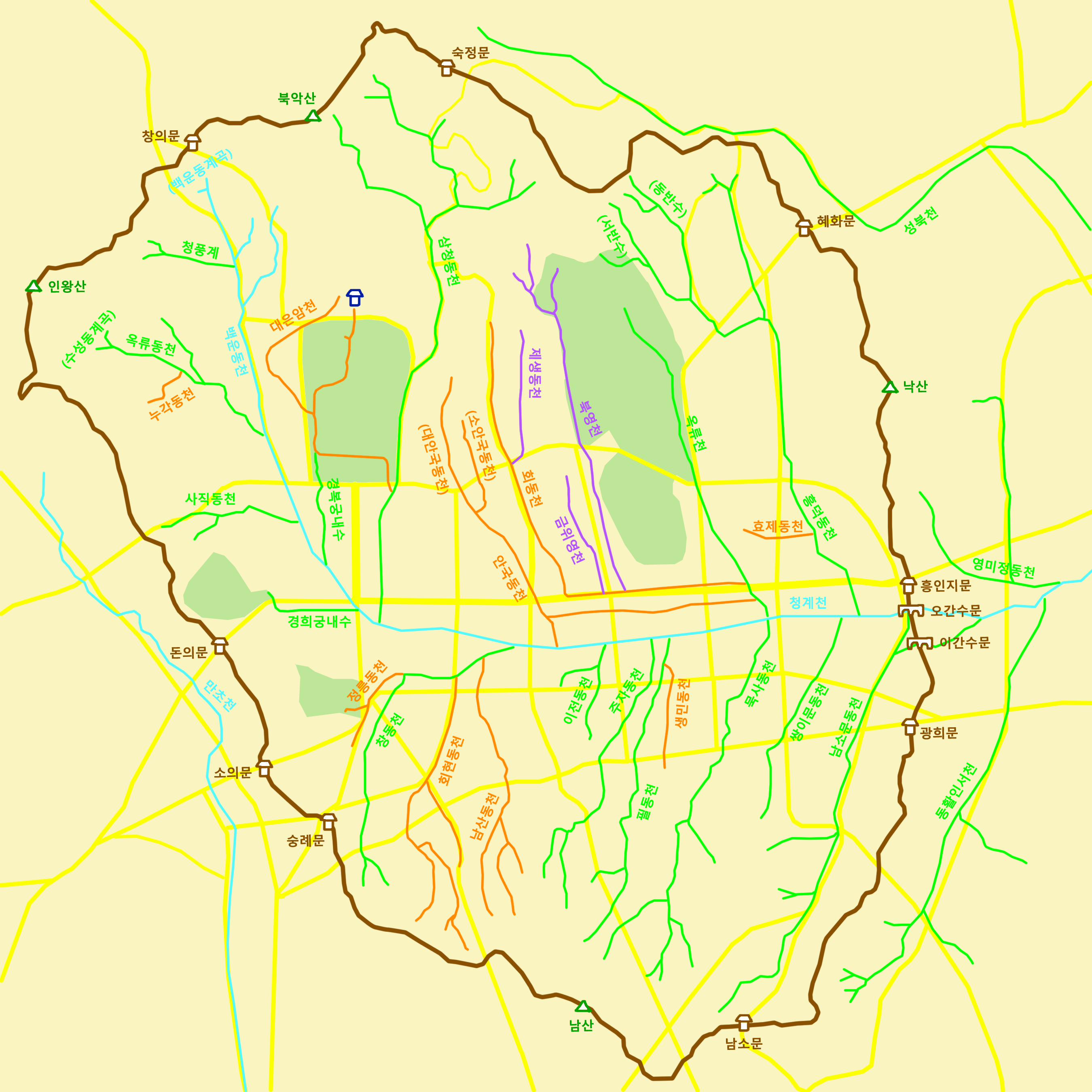
청계천과 그 지천을 나타낸 지도

청계천의 지천은 다음과 같다.

## 지천
- 백운동천(白雲洞川)
  - 청풍계(淸風溪)
  - 옥류동천(玉流洞川)
    - 누각동천(樓閣洞川)

  - 사직동천(社稷洞川)
  - 경복궁내수(景福宮內水)¹
  - 경희궁내수(慶熙宮內水)¹
  - 삼청동천(三淸洞川)
    - 대은암천(大隱岩川)
- 창동천(倉洞川)
  - 정릉동천(貞陵洞川)¹
  - 회현동천(會賢洞川)
  - 남산동천(南山洞川)
- 이전동천(履廛洞川)
- 주자동천(鑄字洞川)
- 필동천(筆洞川)
  - 생민동천(生民洞川)
- 옥류천(玉流川)¹
  - 회동천(灰洞川)
    - 제생동천(濟生洞川)
    - 금위영천(禁衛營川)
    - 북영천(北營川)¹

  - 안국동천(安國洞川)
- 묵사동천(墨寺洞川)
- 쌍이문동천(雙里門洞川)
- 흥덕동천(興德洞川)
- 남소문동천(南小門洞川)
- 영미정동천(永美亭洞川)
- 동활인서천(東活人署川)
- 성북천(城北川)
- 정릉천(貞陵川)
  - 월곡천(月谷川)